# Französisch-Indochina
Französisch-Indochina (französisch Indochine française, vietnamesisch Đông Dương thuộc Pháp, Khmer សហភាពឥណ្ឌូចិន) war bis zum Ende des Indochinakrieges 1954 der Name der französischen Kolonialgebiete in Indochina auf dem Gebiet des heutigen Laos, Kambodscha und Vietnam.
Der offizielle Name der Kolonie lautete Union Indochinoise (dt. Indochinesische Union, viet. Liên bang Đông Dương). Sie wurde 1887 gegründet und vereinte die drei vietnamesischen Landesteile Cochinchina, Annam und Tonkin, das Königreich der Khmer und ab 1893 auch Laos. Annam und Tonkin standen dabei als französische Protektoratsgebiete unter der nominellen Herrschaft des Kaisers in Huế. Auch Laos und das Königreich der Khmer waren formell französische Protektoratsgebiete.
An der Spitze der Verwaltung Französisch-Indochinas stand ein Generalgouverneur mit Sitz in Hanoi, dem der Gouverneur von Cochinchina sowie die Oberresidenten von Tonkin, Laos, Annam und Kambodscha unterstanden.

## Geschichte
Vietnam erfuhr seine ersten Kontakte mit den europäischen Gesellschaften durch die katholische Missionsbewegung, welche ab dem 17. Jahrhundert von französischen und spanischen Missionaren ins Land getragen wurde. Unter dem Kaiser Gia Long erreichten katholische Missionare als Berater des Kaiserhofs Einfluss am Hofe und halfen der Nguyen-Dynastie bei der Durchsetzung ihres Machtanspruchs gegenüber der Tây-Sơn-Dynastie. Im 18. Jahrhundert waren rund 3 bis 5 % der Bevölkerung des nördlichen Landesteils Tonkin bereits christianisiert. Unter Kaiser Minh Mạng begann 1832 die Unterdrückung der christlichen Missionsbewegung, da sie von den konfuzianistischen Eliten des Landes als unvereinbar mit der herrschenden Staatsideologie und -religion gesehen wurde. Diese Politik führte zu öffentlichen Hinrichtungen von Missionaren und deren Beteiligung an Aufständen gegen die Nguyen. Ab der Mitte des 19. Jahrhunderts begannen Kirchenkreise in Frankreich, eine militärische Intervention zur Durchsetzung der Missionsinteressen zu fordern.

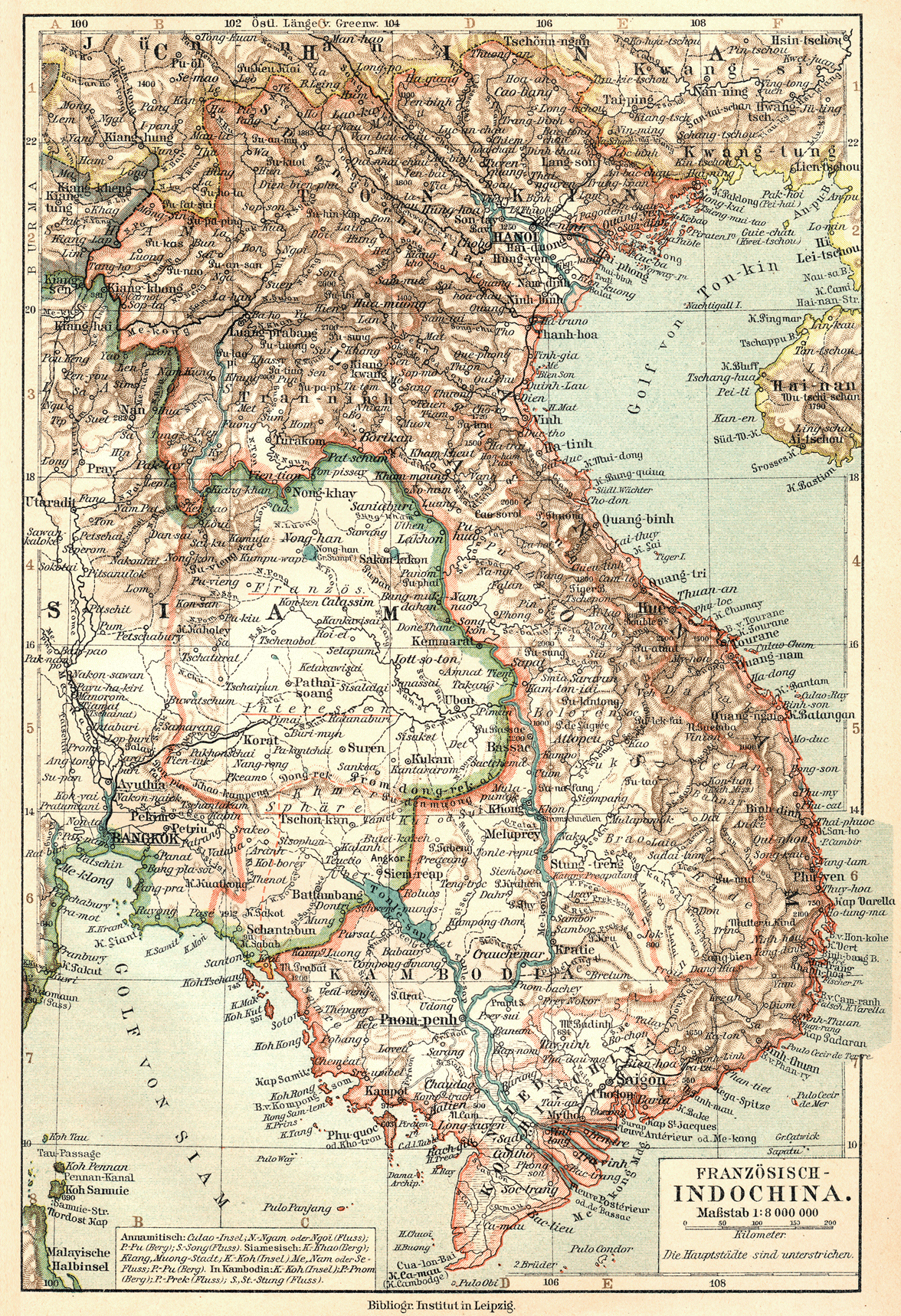
Karte von Französisch-Indochina um 1905. Mit eingezeichnet ist die französische Interessensphäre im benachbarten Königreich Siam

Territoriale Entwicklung von Französisch-Indochina

Der vietnamesische Staat unter Kaiser Tự Đức stand Mitte des 19. Jahrhunderts vor großen inneren und äußeren Herausforderungen. Ab den 1840er-Jahren trugen Missernten und Hungersnöte zur politischen Instabilität bei. Ebenso untergrub das Vordringen der katholischen Missionsbewegung die staatstragende religiöse Ordnung. Tu Duc versuchte zunächst, durch Unterdrückung von Rebellionen, der Missionsbewegung und Begrenzung der Zugeständnisse an die europäischen Mächte die Position der Nguyen-Dynastie zu sichern. Bereits vor der Machtübernahme Tu Ducs hatte Vietnam durch den Ersten Opiumkrieg (1839 bis 1842) mit der Niederlage der Qing-Dynastie einen potenziell wichtigen Faktor gegen die mobilisierbaren Verbündeten der Europäer verloren.
In den 1850er-Jahren kam es mit dem Zweiten Opiumkrieg (1856 bis 1860), der US-amerikanischen Marineexpedition nach Japan 1853 und der britischen Machtübernahme in Burma zu einem weiteren Machtzuwachs einiger europäischer Mächte in Ostasien. Das Kaiserreich Frankreich entschied sich nach dem Sieg im Zweiten Opiumkrieg, sein dortiges Expeditionskorps unter Charles Rigault de Genouilly für eine Strafexpedition gegen Vietnam zu verwenden. Als Vorwand diente die Hinrichtung zweier spanischer Missionare auf Befehl Tu Ducs im Jahre 1857. Im September 1858 eroberte das französisch-spanische Expeditionskorps die kleine Hafenstadt Đà Nẵng. Die französische Marine begann mit der Eroberung Saigons am 17. Februar 1859 den Cochinchina-Feldzug (französisch Campagne de Cochinchine) mit dem Ziel der Besetzung mehrerer Provinzen in Südvietnam. Nach schweren militärischen Niederlagen (zuletzt der Einnahme der Provinzhauptstadt Vĩnh Long am 22. März 1862) willigte Tu Duc im April 1862 in den Vertrag von Saigon ein (unterschrieben am 5. Juni 1862), der die Errichtung einer französischen Kolonie in Cochinchina festlegte.
Die Französische Republik begann 1884 den Chinesisch-Französischen Krieg mit dem Ziel, Vietnam vollständig aus der Einflusssphäre des chinesischen Qing-Kaiserreiches herauszulösen. Der vietnamesische Kaiserhof akzeptierte in Folge der chinesischen Niederlage im Vertrag von Hue das Protektorat über Tonkin und Annam. Mit Kambodschas König Norodom I. schloss Frankreich einen Protektoratsvertrag, der de facto einer Annexion des Landes nahekam. 1887 schuf die französische Kolonialmacht mit der Indochinesischen Union eine Zivilregierung unter einem Generalgouverneur, die den verbliebenen Einfluss der einheimischen Elite weiter reduzierte. Der dem Kolonialministerium in Paris verantwortliche Generalgouverneur war dabei der direkte Chef der Verwaltung von Annam und Tonkin. Cochinchina wurde von einem Kolonialrat regiert, der sich aus den wenigen tausend französischen Staatsbürgern im Land rekrutierte.
Die vietnamesische Bevölkerung wertete die Kolonisierung als Fremdherrschaft und Zerstörung des traditionellen Welt- und Gesellschaftsbildes. Der religiös und kulturell legitimierte Kaiser wurde von vielen weiterhin als legitimes Oberhaupt der Gesellschaft angesehen. Die Fremdherrschaft wurde unter anderem in Volksliedern als schmerzlicher Verlust der althergebrachten Ordnung thematisiert. Eine wachsende Guerillabewegung, die sich vor allem aus der bäuerlichen Gesellschaft rekrutierte, stellte sich der Kolonisation entgegen. Diese Helft-Dem-Kaiser-Bewegung organisierte ihre Einheiten in Großverbänden mit militärischer Disziplin, trug wenn möglich reglementierte, blaue Uniformen und wurde von der Klasse der Mandarine unterstützt. Im Rahmen der Revolte kam es zu Massakern an der zum Christentum übergetretenen Bevölkerung mit mehreren zehntausenden Toten. Die französischen Kolonialbehörden konnten durch den Einsatz von militärischen Einheiten, die zu größten Teilen aus Vietnamesen selbst bestanden, die Aufstandsbewegung zurückdrängen, allerdings bis ins 20. Jahrhundert nur eine fragile Sicherheitslage herstellen.
Nach dem Französisch-Siamesischen Krieg 1893 wurde Laos diesem Kolonialreich eingegliedert. Ab 1900 unterstellte man schließlich auch das Pachtgebiet von Kwangtschouwan im Süden Chinas der Verwaltung von Französisch-Indochina.
Nach dem Ersten Weltkrieg begann allmählich der Aufbau einer systematischen Elektrizitätsversorgung in Französisch-Indochina. Die französischen Kolonialbehörden konnten die Sicherheitslage im Land stabilisieren. Im Juli 1937 begann Japan allerdings den Zweiten Japanisch-Chinesischen Krieg. Das ständige Vordringen der Japaner beunruhigte die Franzosen. Im Juli 1938 wurde so General Georges Catroux durch den Kolonialminister Georges Mandel zum Generalgouverneur von Französisch-Indochina ernannt. Als er das Amt am 22. August antrat, war er der erste Militärgouverneur der Kolonie, seit dort im Jahr 1879 die Zivilverwaltung eingeführt wurde.
Kurz nach der Niederlage Frankreichs gegen Deutschland wurde Jean Decoux von Philippe Pétain auf Betreiben von François Darlan am 20. Juli 1940 als Generalgouverneur von Indochina eingesetzt. Obwohl Decoux keine Sympathien für die Achsenmächte hegte, hielt Pétain ihn für verlässlicher als seinen Vorgänger Georges Catroux. Decoux gewährte den Japanern in der Folge das Durchmarschrecht, die Stationierung von Truppen und die Benutzung von Flugplätzen.
Ein Französisch-Thailändischer Krieg zwischen dem Frankreich der Vichy-Regierung in Indochina und dem Königreich Thailand fand im Dezember 1940 und Januar 1941 statt und endete mit dem Sieg Thailands. Durch weitere Stationierungsabkommen im Jahre 1941 verstärkten die Japaner ihre Truppen und brachten praktisch alle wichtigen Militärstützpunkte in Vietnam unter ihre Kontrolle. In Vietnam befand sich von 1941 bis zum Sommer 1943 und vom Herbst 1944 bis zum Kriegsende auch das Hauptquartier der japanischen Südarmee unter Terauchi Hisaichi. Im Februar 1943 besetzten japanische Truppen Kwangtschouwan.
Die französische Kolonialverwaltung in Indochina wurde zuerst nicht angetastet, denn wegen der Kollaboration von Decoux genügte Japan vorerst ein System indirekter Herrschaft. Gerüchte über geplanten französischen Widerstand gegen die Japaner, eine angeblich bevorstehende amerikanische Invasion in Indochina sowie die Bildung der provisorischen Regierung in Frankreich und die Niederlage Japans in der Schlacht um die Philippinen führten zur endgültigen Annexion Indochinas durch japanische Truppen. Dabei wurde Decoux am 9. März 1945 gefangen genommen.
Im August 1945 kapitulierte Japan. Nachdem Frankreich wieder die Kontrolle über Indochina erlangt hatte, kam es zunehmend zu militärischen Konflikten mit den kommunistischen Việt Minh, die von Ho Chi Minh geführt wurden. Während des Zweiten Weltkriegs hatten die USA die Việt Minh im Kampf gegen die japanischen Besatzer unterstützt. Am 2. September 1945 wurde, nachdem Kaiser Bảo Đại abgedankt hatte, Ho Chi Minh Präsident der Demokratischen Republik Vietnam. Britische, französische und chinesische Truppen konnten aber noch im selben Monat die Macht Frankreichs in dem Gebiet wiederherstellen, worauf blutige Kämpfe losbrachen. 1950 rief Ho Chi Minh zum zweiten Mal eine „Demokratische Republik“ aus, die von der Volksrepublik China und der Sowjetunion anerkannt wurde.
In der Schlacht um Điện Biên Phủ (13. März 1954 bis 7. Mai 1954) erlitt die französische Kolonialarmee eine vernichtende und entscheidende Niederlage, worauf der Einfluss Frankreichs in der Region abnahm und Vietnam in Nordvietnam und Südvietnam geteilt wurde. Noch im selben Jahr wurde Französisch-Indochina aus der Französischen Union herausgelöst und am 20. Juli 1954 bestätigte die Indochinakonferenz (auch Genfer Indochina-Konferenz) die volle Souveränität von Kambodscha, Laos und Vietnam.

## Institutionen des Kolonialstaats

Emblem der Generalregierung

Die höchste staatliche Autorität lag zunächst in der Hand der Admiräle als militärische Befehlshaber. Mit dem Zugewinn an Territorium wurde ein Inspektor für Einheimischenangelegenheiten eingesetzt, der typischerweise ebenso Marineoffizier war. Dieser stand einer Kolonialverwaltung vor, die in Ermangelung der Kooperation der traditionellen einheimischen Mandarine auf an christlichen Schulen ausgebildete Einheimische zurückgriff. Nach und nach gelang es den Franzosen, innerhalb ihrer Territorien Provinz- und Kreisverwaltungen zu etablieren, die an der einheimischen Elite vorbei den Kontakt mit den Dorfvorstehern und -notablen herstellten. 1880 endete die Oberhoheit des Militärs mit der Berufung eines zivilen Gouverneurs der Kolonie Cochinchina. Ebenso wurde ein Kolonialrat geschaffen, der von der wirtschaftlichen Elite der in der Kolonie lebenden Franzosen kontrolliert wurde. Damit zog das Kolonialministerium die Verwaltung des Territoriums auf Kosten des Militärs an sich. Die verbliebenen Gebiete in Annam und Tonkin wurden 1886 einem dem Außenministerium zugeordneten französischen Residenten unterstellt. Im selben Jahr wurde mit der Schaffung der Garde indigène eine bewaffnete Truppe aus Einheimischen mit dem Ziel der Niederhaltung von politischen Unruhen aufgestellt. 1887 wurde die Indochinesische Union geschaffen, an deren Spitze ein Generalgouverneur als höchster Amtsträger dem ganzen Gebiet vorstand. Die Kompetenzen des Generalgouverneurs wurden jedoch erst etappenweise im folgenden Jahrzehnt vor allem unter der Ägide Paul Doumers auf Kosten der Vertretung der Kolonisten erweitert.
Die Kolonialverwaltung ersetzte tradierte Rechtssysteme nach chinesischem Vorbild durch eigene Systeme europäischer Machart, bei denen die Einheimischen jedoch gegenüber den Kolonisten benachteiligt blieben. So wurde 1883 für Cochinchina ein Code civil verabschiedet. Ebenso wurde das einheimische Strafrecht durch europäische Vorbilder ersetzt. Dieser Prozess endete erst 1936 mit der Einführung westlichen Rechts in Tonkin. Ein Hauptaugenmerk dabei waren Landbesitzrechte, die unter dem vormaligen Recht häufig einer Gruppe oder Dorfgemeinschaft zugeordnet waren. Diese durch Privateigentum eines Individuums zu ersetzen, machte das Land erst durch Kauf der Kolonialwirtschaft zugänglich. Die behördliche Erfassung der Bevölkerung als Individuen statt als soziale Gruppen wurde von der Verwaltung als Grundvoraussetzung für Besteuerung und polizeiliche Kontrolle angesehen. Im November 1918 wurden persönliche Ausweispapiere verpflichtend.

## Demografie und Bevölkerungsentwicklung
| Gebiete     | Fläche (km²) | Bevölkerung      | Einwohner/km² |
| ----------- | ------------ | ---------------- | ------------- |
| Tonkin      | 104.932      | 9.264.309 (1940) | 88,3          |
| Annam       | 147.503      | 6.211.228 (1939) | 42,1          |
| Laos        | 231.400      | 1.023.314 (1939) | 4,4           |
| Kambodscha  | 174.886      | 3.046.432 (1936) | 17,4          |
| Cochinchina | 68.546       | 4.615.968 (1936) | 60,8          |
| Gesamt      | 740.454      | 23.853.500       | 32            |

Während der französischen Kolonialzeit erlebte Indochina einen grundlegenden demographischen Wandel. Durch einen Rückgang der Kindersterblichkeit stieg die Bevölkerung von rund 10 Millionen Mitte des 19. Jahrhunderts auf rund 16 Millionen um die Jahrhundertwende. Die französischen Kolonialbehörden schätzten die Bevölkerungszahl Indochinas 1948 auf 27,5 Millionen Einwohner. Die Steigerung des Bevölkerungswachstums trat dabei bei der Mehrheit der Vietnamesen stärker zu Tage als bei den Minderheiten der Kolonie. Dabei nahm die vietnamesische Bevölkerungsmehrheit auch Siedlungsgebiet in den Gebirgsregionen und dem Mekongdelta in Besitz, das vormals als Domäne der Tai, Moi, Laoten oder Khmer gegolten hatte. Die europäische Minderheit im Land setzte sich aus Franzosen und Nachkommen aus Mischehen zusammen. Ihre Zahl wuchs von 24.000 zur Jahrhundertwende auf rund 34.000 im Jahr 1940. Rund die Hälfte der Franzosen waren direkt Angestellte in der Kolonialverwaltung. Sie lebten überwiegend in den Ballungsräumen Saigon-Cholon und Hanoi-Haiphong. Die Mehrheit der europäischen Bevölkerung war in Freizeit und gesellschaftlicher Organisation von der einheimischen Bevölkerung strikt separiert. Die chinesische Minderheit in Indochina, die oft traditionell die ökonomische Rolle des Händlers oder Handwerkers übernahm, machte 1940 rund 418.000 Menschen aus. Die japanische Machtübernahme in der Kolonie 1945 und die daraus resultierenden gewalttätigen Auseinandersetzungen, welche in den Indochinakrieg mündeten, führten zu einem Exodus französischer Zivilisten vor allem 1945 und 1946. Während des Kriegs kam es zu einer Verschiebung der französischen Bevölkerung vom Viet-Minh-dominierten Norden in den aus französischer Sicht stabileren Süden.

### Zeitdokumente
- Pierre Billotey: L’Indochine en zigzags. Albin Michel, Paris 1929.
- Albert Maybon: L’Indochine. Larose, Paris 1931.